# Англійська мова в Європі

Знання англійської мови в Європейському Союзі

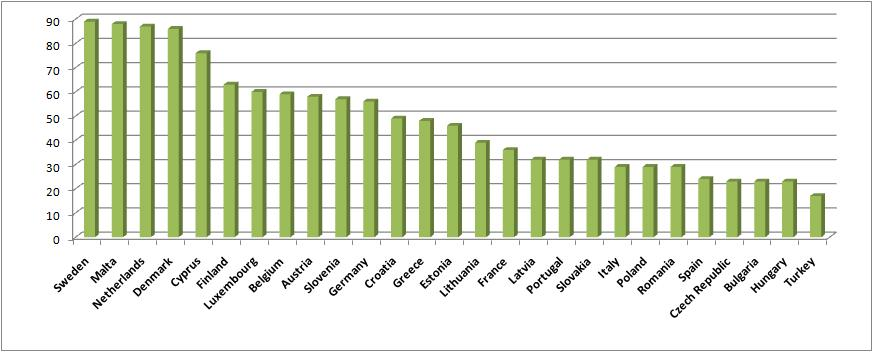
Знання англійської як іноземної та другої мови в країнах-членах ЄС (плюс Туреччина), у відсотках дорослого населення (віком від 14 років), 2005 рік. Дані взято з опитування ЄС.

Англійською мовою в Європі, як рідною мовою, в основному розмовляють у Сполученому Королівстві та Ірландії. За межами цих держав вона має офіційний статус на Мальті, залежних від Корони (острів Мен, Джерсі та Гернсі), Гібралтарі та суверенних базах Акротірі та Декелія (дві британські заморські території). У Королівстві Нідерланди англійська мова має офіційний статус регіональної мови на островах Саба і Синт-Естатіус (розташованих у Карибському басейні). В інших частинах Європи англійською розмовляють переважно ті, хто вивчив її як другу мову, але також, у меншій мірі, вихідці з деяких країн англомовного світу.
Англійська мова є фактично офіційною мовою Англії, єдиною офіційною мовою Гібралтару, Акротірі та Декелії, а також однією з офіційних мов Республіки Ірландія, Мальти, Північної Ірландії, Шотландії, Уельсу, острова Мен, Джерсі, Гернсі та Європейського Союзу.
Сполучене Королівство та Республіка Ірландія утворюють «європейську англосферу» з площею близько 316,000 км2 (122,008 миля2) і населення понад 71 мільйонів.
Згідно з опитуванням, опублікованим у 2006 році, 13% громадян ЄС говорять англійською як рідною мовою. Ще 38% громадян ЄС стверджують, що володіють англійською мовою достатньо, щоб вести розмову, тому загальне охоплення англійською мовою в ЄС становить 51%.
Європейська англійська мова відома за низкою розмовних слів-портманто, зокрема: Eurolish (вперше записана в 1979 році), Eurish (1993) та Eurlish (2006).

## Історія англійської мови
Англійська мова походить від мови, якою розмовляли германські племена німецької бухти вздовж південного узбережжя Північного моря, англи, сакси, фризи та юти. Згідно з англо-саксонською хронікою, близько 449 р н.е., Вортігерн, король британців, видав запрошення до «родинів Англів» (Англів на чолі з Хенґестом і Хорсою), щоб допомогти йому проти піктів. Натомість англи отримали землі на південному сході. Була шукана подальша допомога, і у відповідь «прибули люди з Олд-Саксума з Англума Йотуму» (сакси, англи та юти). Хроніка документує подальший приплив поселенців, які зрештою заснували сім королівств: Нортумбрія, Мерсія, Східна Англія, Кент, Ессекс, Сассекс і Вессекс.
Ці німецькі загарбники домінували над первісними кельтомовними мешканцями. Діалекти, на яких розмовляли ці загарбники, утворили те, що буде називатися староанглійською, на яку також сильно вплинула інша німецька мова, давньосхідна скандинавська, якою розмовляли данські загарбники вікінгів, які оселилися переважно на північному сході. Англійська, Англія та Східна Англія походять від слів, що відносяться до кутів: Englisc, Angelcynn та Englaland.
Протягом 300 років після нормандського завоювання в 1066 році англо-нормандська мова була мовою управління, і лише кілька королів Англії розмовляли англійською. Велика кількість французьких слів було поглинено староанглійською мовою, яка також втратила більшість своїх зворотів, що призвело до середньоанглійської. Приблизно в 1500 році Великий зсув голосних ознаменував перетворення середньоанглійської мови на сучасну.
Найвідоміший збережений твір зі староанглійської мови — «Беовульф»; найвідомішим середньоанглійським твором є «Кентерберійські оповідання» Джефрі Чосера.
Піднесення сучасної англійської мови почалося приблизно в п'ятнадцятому столітті, коли рання модерна англійська досягла свого літературного апогею за часів Вільяма Шекспіра. Деякі вчені поділяють англійську мову раннього Нового часу і пізню сучасну англійську приблизно в 1800 році, у зв’язку з завоюванням Великої Британією більшої частини решти світу, оскільки вплив рідних мов надзвичайно вплинув на англійську.

## Класифікація та споріднені мови
Англійська мова належить до західної підгалузі германської гілки індоєвропейської сім'ї мов. Найближчими безсумнівними живими родичами англійців є шотландці та фризькі мови. Західнофризькою мовою розмовляють приблизно півмільйона людей у голландській провінції Фрісландія (Fryslân). У прилеглих районах Німеччини розмовляють сатерландською фризькою. Північнофризькою мовою говорять на Північно-Фризських островах у Північному морі. Хоча носії англійської мови, як правило, можуть читати по-шотландськи, за винятком деяких дивних незнайомих слів, фризька в основному нерозбірлива (хоча вона була набагато ближче до попередників сучасної англійської мови, середньої англійської та особливо староанглійської).
Після шотландської та фризької наступним найближчим родичем є сучасна нижньонімецька мова східних Нідерландів та Північної Німеччини, яка була старою батьківщиною англосаксонських загарбників Британії. Інші менш близькі живі мови включають нідерландську, німецьку та північногерманську мови . Багато французьких слів також зрозумілі для носія англійської мови, оскільки англійська поглинула величезну кількість лексики з нормандської мови після нормандського завоювання, а з французької — у наступні століття; як наслідок, значна частина англійської лексики дуже близька до французької, з деякими невеликими відмінностями в написанні (закінчення слів, використання старофранцузьких орфограм тощо) та деякими випадковими змінами у значенні.

## Англійська мова в Британії та Ірландії

### Ірландія
Другим англійським домініоном була Ірландія. З приходом норманів в Ірландію в 1169 році король Англії Генріх II отримав ірландські землі і вірність багатьох корінних гельських дворян. Однак до 14 століття англійське правління було в основному обмежене територією навколо Дубліна, відомою як Пале. Англійський вплив на країну ослаб у цей період до такої міри, що парламент, де домінували англійці, був змушений прийняти закон, згідно з яким будь-який ірландець англійського походження повинен говорити англійською (вимагаючи, щоб ті, хто не знав англійської, її вивчали) за допомогою Статуту Кілкенні 1367 року.
Англійське панування розширилося в 16 столітті внаслідок завоювання Ірландії Тюдорами, що призвело до розпаду Гельського ордену на початку 17 століття. Втеча графів у 1607 році проклала шлях для плантації Ольстера та поглиблення культури англійської мови в Ірландії. Плантація Кромвеля та придушення католицизму, включаючи як корінних ірландців, так і «староанглійців» (англо-нормандського походження), ще більше зміцнили англійський вплив по всій країні.
Минали століття, а соціальні умови в Ірландії погіршувалися, а кульмінацією був Великий ірландський голод, ірландські батьки не говорили зі своїми дітьми ірландською мовою, оскільки знали, що дітям, можливо, доведеться емігрувати, а ірландська мова не буде корисною за межами рідної країни, у Великій Британії, США, Австралії чи Канаді. Крім того, запровадження загальної державної освіти в національних школах з 1831 року виявилося потужним вектором для передачі англійської як рідної мови, причому найбільше відступлення ірландської мови відбулося в період між 1850 і 1900 роками.
До 20 століття в Ірландії була багатовікова історія диглосії. Англійська мова була престижною, а ірландська асоціювалася з бідністю та позбавленням прав. Відповідно, деякі ірландці, які говорили як ірландською, так і англійською, утримувалися від розмови зі своїми дітьми ірландською мовою, або, в крайньому випадку, вдавалися, що не можуть самі говорити ірландською. Незважаючи на державну підтримку ірландської мови в Ірландській Вільній Державі (пізніше Республіка Ірландія) після здобуття незалежности, ірландська продовжувала вимирати через економічна маргінальність багатьох ірландомовних районів (див. Гелтахт) була основним фактором. З цієї причини ірландською розмовляє як рідною лише дуже невелика кількість людей на острові Ірландія. Ірландська мова була обов’язковим предметом у школах Республіки з 1920-х років, а знання ірландської мови до середини 1980-х років було обов’язковим для всіх державних посад.
Однак можна відзначити, що деякі ірландські слова (особливо ті, що мають відношення до політичного та громадянського життя) в республіці і рідко, якщо взагалі, перекладаються англійською мовою. Сюди входять назви законодавчих органів (таких як Dáil Éireann і Seanad Éireann), державні посади, такі як Taoiseach і Tánaiste, обраного представника(ів) у Dáil (Teachta Dála), а також політичних партій (наприклад, Fianna Fáil і Fine Gael). Поліцейські сили Ірландії, Garda Síochána, називаються «Gardaí», або скорочено «Guards». Ірландська мова з’являється на державних бланках, євровалюті та поштових марках, у традиційній музиці та в ЗМІ, що пропагують народну культуру. Ірландські топоніми все ще поширені для будинків, вулиць, сіл і географічних об’єктів, особливо тисяч міст. Але за цими важливими винятками та незважаючи на наявність ірландських запозичених слів в гіберно-англійській мові, сьогодні Ірландія є переважно англомовною країною. Вільно володіють ірландською мовою або її рідною є меншість на більшій частині країни, при цьому ірландська мова залишається народною переважно у відносно невеликих регіонах Гелтахта, а більшість носіїв ірландської мови вільно володіють англійською.

### Північна Ірландія
На момент поділу англійська мова стала першою мовою переважної більшості в Північній Ірландії. У горах Сперрін, а також у північних Гленс Антрім і на острові Ратлін було невелике літнє ірландськомовне населення. У самій південній частині графства Арма також були осередки людей, які говорили ірландською мовою. Усі ці носії ірландської мови були двомовними і вирішили розмовляти англійською зі своїми дітьми, тому ці райони Північної Ірландії тепер повністю англомовні. Однак у 2000-х роках у Белфасті було створено квартал Гельтахт, щоб залучити інвестиції у відповідь на значний рівень суспільного інтересу до вивчення ірландської мови та розширення середньої ірландської освіти (переважно діти, рідною мовою яких є англійська) з 1970-ті роки. Протягом останніх десятиліть деякі націоналісти Північної Ірландії використовували його як засіб просування ірландської ідентичності. Проте інтерес з боку юніоністів залишається низьким, особливо з 1960-х років. Близько 165 000 людей у Північній Ірландії знають ірландську мову. Здібності різняться; 64 847 людей заявили, що вони можуть розуміти, говорити, читати та писати ірландську мову за результатами перепису населення Великої Британії 2011 року, більшість з яких вивчали її як другу мову. В іншому випадку, за винятком топонімів та народної музики, англійська мова фактично є єдиною мовою Північної Ірландії. Угода Страсної п'ятниці спеціально визнає положення як ірландців, так і шотландців Ольстера в Республіці Ірландія та в Північній Ірландії.

### Шотландії
Носії англійської мови насправді були встановлені в Лотіані до 7 століття, але залишився обмеженим там і справді трохи скоротився через розвиток гальської мови. Однак у 12-13 століттях король запросив поселитися норманських землевласників та їхніх слуг. Ймовірно, що багато з їхніх слуг говорили північною формою середньої англійської мови, хоча, ймовірно, французька була більш поширеною. Більшість доказів свідчать про те, що англійська мова поширилася в Шотландію через бург, протоміські установи, які вперше були засновані королем Давидом I.  Бюргерами, які прибули, були переважно англійці (особливо з Нортумбрії та графства Гантінгдон), фламандці та французи. Хоча військова аристократія використовувала французьку та гельську мови, ці невеликі міські громади, схоже, використовували англійську мову як щось більше, ніж lingua franca до кінця 13 століття. Англійська мова вперше з'явилася в Шотландії в літературній формі в середині 14 століття, коли її форма мало чим відрізнялася від інших північноанглійських діалектів. Однак внаслідок результатів війн за незалежність англійці Лотіану, які жили під керівництвом короля Шотландії, змушені були прийняти шотландську ідентичність. Зростання престижу англійської мови в 14 столітті та подальше зниження французької мови в Шотландії зробили англійську мову престижною мовою більшої частини східної Шотландії.
Таким чином, з кінця 14-го століття і, безумовно, до кінця 15-го століття Шотландія стала демонструвати розкол на дві культурні області: – переважно англійська або шотландська низовина та переважно гельськомовне нагір'я. Це спричинило поділ у країні, де Низовини залишалися, історично, під більшим впливом англійців на півдні: Низовини були більш відкритими для нападу армій вторгнення з півдня і поглинули англійський вплив через свою близькість і торгові відносини з їхніми південними сусіди.
У 1603 році король Шотландії Джеймс VI успадкував трон Англії і став Джеймсом I Англії. Джеймс переїхав до Лондона і лише один раз повернувся до Шотландії. До моменту сходження Якова VI на англійський престол старий шотландський двір і парламент говорили шотландською мовою. Шотландці розвинулися з англійської мови, на якій розмовляли в нортумбрійському королівстві Бернісія, яке в 6 столітті завоювало бриттонське королівство Гододдін і перейменував свою столицю Дін Ейдін на Единбург. Шотландці продовжують сильно впливати на розмовну англійську мову шотландців сьогодні. Навіть сьогодні він набагато більше схожий на діалекти на півночі Англії, ніж на «британську» англійську. Введення версії Біблії короля Якова в шотландські церкви також було ударом по шотландській мові, оскільки в ній використовувалися південноанглійські форми.
У 1707 шотландський та англійський парламенти підписали Союзний договір. Реалізація договору передбачала розпуск як англійського, так і шотландського парламентів і передачу всіх їхніх повноважень новому парламенту в Лондоні, який потім став британським парламентом. Також відбувся митно-валютний союз. Завдяки цьому позиції Шотландії були зміцнені в складі Королівства Великої Британії.
Сьогодні майже всі жителі Шотландії говорять англійською, хоча багато говорять на різних діалектах шотландської мови, які помітно відрізняються від шотландської стандартної англійської. Близько 2% населення використовують шотландську гельську як свою повсякденну мову, насамперед у північних і західних регіонах країни. Практично всі носії шотландської гельської мови також вільно розмовляють англійською.

### Уельс
У 1282 році Англійський Едуард I переміг у битві Ллівеліна ап Ґріфада, останнього незалежного принца Уельсу. Едвард дотримувався практики, яку використовували його норманські попередники під час підкорення англійців, і побудував ряд великих кам’яних замків, щоб контролювати Уельс, таким чином запобігаючи подальшим військовим діям проти Англії з боку валлійців. З «англійським» політичним контролем у цей час прийшли англо-нормандські звичаї та мова; Англійська не витіснила валлійську як мову більшості валлійців до антивалійських мовних кампаній, які почалися наприкінці 19 століття (54% говорили валлійською мовою в 1891 році; див. валлійська мова). Зараз валлійською мовою розмовляє приблизно п'ята частина населення. Вона користується підтримкою влади протягом кількох десятиліть, що призвело до відродження, і вона знаходиться в задоволеному положенні в багатьох частинах Уельсу.

## Англійська мова на інших британських або колишніх британських територіях

### Нормандські острови
Бейлівики Джерсі та Гернсі — це дві залежності від корони. Крім англійської, деякі (дуже мало) жителі цих островів розмовляють регіональними мовами  або ті, що мають відношення до французької (наприклад, джерсійський діалект нормандської мови чи гернсійський діалект нормандської мови).
Усі жителі Нормандських островів говорять англійською.

### Кіпр
У 1914 році Османська імперія оголосила війну Сполученому Королівству та Франції як частину складної серії союзів, що призвели до Першої світової війни . Потім британці анексували Кіпр 2 листопада 1914 року як частину Британської імперії, зробивши кіпріотів британськими підданими . 5 листопада 1914 року британці та французи оголосили війну Османській імперії. Більша частина Кіпру здобула незалежність від Сполученого Королівства в 1960 році, а Велика Британія, Греція та Туреччина зберегли обмежені права на втручання у внутрішні справи. Частини острова були виключені з території нової незалежної республіки і залишаються під контролем Великої Британії. Ці зони відомі як суверенні бази або SBA.
Британська колоніальна історія Кіпру залишила кіпріотів на хорошому рівні англійської, але вона більше не є офіційною мовою ні на грецькій південній стороні острова, ні на півночі, Північній Турецькій Республіці. З моменту фактичного поділу острова в 1974 році греки-кіпріоти і турки-кіпріоти мали мало можливостей або схильності вивчати мову інших, і частіше спілкувалися один з одним англійською. Старші турки-кіпріоти, які працювали або жили з греками-кіпріотами до поділу, часто досить вільно говорять грецькою. Справді, багато османських солдатів брали грецьких дружин і дозволяли одружуватися до чотирьох.
Англійська також зазвичай використовується на Кіпрі для спілкування з іноземними відвідувачами. Велика кількість британських туристів (та інших, переважно північноєвропейських, які використовують англійську мову як лінґва франка), які регулярно відвідують Кіпр, значною мірою сприяло продовженню використання англійської мови на Кіпрі, особливо в його процвітаючій туристичній індустрії.
Після здобуття незалежності в 1960-х роках були спроби заохочувати французьку, яка все ще була найважливішою європейською мовою. Ця політика відповідала б тодішній у Греції. Крім того, у 1960-х роках заможні франкомовні туристи (як з Франції, так і з Лівану) у відсотковому відношенні були важливішими, ніж сьогодні. Загалом, французька політика свідчила про бажання віддалити Кіпр від колишньої британської колоніальної сили, проти якої нещодавно велася і виграла запекла війна за незалежність.
Однак знання англійської допомагають великі громади кіпрських мігрантів у Сполученому Королівстві та Австралії, що призвело до поширення культури та мови назад до країни їх походження, а негативні настрої щодо Великої Британії ослабли або зникли. Зараз існує велика кількість британських експатріантів, крім британської військової присутності в районах суверенних баз, а також у буферній зоні ООН, миротворці якої зазвичай також використовують англійську мову як мову. Усе вищезазначене підтримує англомовну присутність на острові.

### Гібралтар
Гібралтар був британською заморською територією з тих пір, як англо-голландські війська під керівництвом сера Джорджа Рука захопили « Скелю » в 1704 році, а Іспанія назавжди поступилася територією Великої Британії за Утрехтським договором 1713 року.
Жителі Гібралтару мають багату культурну спадщину в результаті змішування сусіднього андалузького населення з іммігрантами з Сполученого Королівства, Генуї, Мальти, Португалії, Марокко та Індії.
Народна мова території — яніто. Вона складається з поєднання андалузької іспанської та британської англійської, а також таких мов, як мальтійська, португальська, генуезька та хакетія. Незважаючи на те, що андалузька іспанська є основною складовою Llanito, вона також знаходиться під значним впливом британської англійської, що передбачає певну кількість перемикання коду на англійську.
Англійська залишається єдиною офіційною мовою, яку використовує уряд. Це також засіб навчання в школах, і більшість гібралтарців, які здобувають вищу освіту, роблять це у Великій Британії. Гібралтар отримує іспанське телебачення та радіо, а британське телебачення також широко доступне через супутникове телебачення. У той час як століття тому більшість гібралтарців були одномовними іспаномовними, зараз більшість, природно, двомовні англійською та іспанською мовами.

### Острів Мен
Острів Мен є залежним від корони. Дві офіційні мови є англійською та гальською. Оскільки так мало людей розмовляє менською мовою як рідною, усі жителі острова Мен говорять англійською.

### Мальта
У 1814 році Мальта увійшла до складу Британської імперії за умовами Віденського договору. До приходу британців мовою освіченої мальтійської еліти була італійська, і всі юридичні статути, оподаткування, освіта та церковні дискурси велися або італійською, або латинською.
Однак це все більше погіршувалося через збільшення використання англійської мови. Британці почали писати сценарії та кодифікувати мальтійську мову – досі неписемна народна мова – приблизно в 1868 році. З цього моменту мальтійська мова поступово стала основною мовою на островах, її граматика та конвенції розвивалися в суміші між італійською, арабською та англійською.
У 1870-1930-х роках на Мальті було три офіційні мови: італійська, мальтійська та англійська, але в 1934 році англійська та мальтійська були оголошені єдиними офіційними мовами . Британці пов’язували італійську мову з режимом Беніто Муссоліні в Італії, який висунув територіальні претензії на острови, хоча використання італійської мови націоналістами було скоріше через культурну спорідненість з Італією, ніж будь-які симпатії до італійського фашизму. З початком Другої світової війни мальтійці втратили почуття братерства з італійським світом, і на Мальті відбувся спад італійської мови.
Англійська залишається офіційною мовою на Мальті, але після здобуття незалежності в 1964 році культурні та комерційні зв’язки країни з Італією зміцнилися через близькість. Італійське телебачення широко сприймається на Мальті і користується великою популярністю.

### Менорка
Як і Гібралтар, Менорка була передана Британії за Утрехтським договором, хоча, як виявилося, це мало бути тимчасовим домініоном. Тим не менш, перебуваючи під британським контролем, Менорка стала головною середземноморською базою Королівського флоту, і з тих пір англійська мова стала дуже широко поширеною на Менорі. Хоча англійська мова не є офіційною, вона, як правило, використовується на багатьох публічних вивісках для туристів та експатріантів, поряд з кастильською іспанською та меноркською каталонською.

## Інші країни
По всій Європі, наприклад, у південній Іспанії, Франції, Алгарве в Португалії, а також на численних військових базах США та Сполученого Королівства в Німеччині також є осередки носіїв англійської мови. У деяких європейських містах за межами Сполученого Королівства та Ірландії, таких як Амстердам, Атени, Барселона, Берлін, Брюссель, Копенгаген, Гельсінкі, Осло, Париж, Прага, Рим, Стокгольм і Відень, є спільноти носіїв англійської мови.
У Люксембурзі, тримовній країні, у 2019 році була пропозиція зробити англійську офіційною, але це врешті-решт не набрало необхідної мінімальної кількості підписів для обговорення в парламенті. У 2021 році була зроблена аналогічна пропозиція, яка не набрала 4500 мінімальних підписів.
У 2020 році відкрилися два англомовні суди в Штутгарті та Мангеймі, в землі Баден-Вюртемберг, Німеччина. За словами речника хххх, усі судді Комерційного суду Штутгарта та Мангеймського комерційного суду зможуть проводити слухання англійською мовою. Суди були створені з метою вирішення міжнародних спорів, підвищуючи тим самим роль Німеччини в міжнародному комерційному праві.
У 2021 році Юхана Вартіайнен, тодішній мер Гельсінкі, запропонував зробити англійську мову офіційною у Фінляндії та щоби Гельсінкі проголосило себе «англійськомовним містом». Пояснюючи цю заяву, він згадав про труднощі, з якими зазвичай стикаються іноземці під час вивчення фінської мови, і про мету зробити Гельсінкі «більш привабливими для міжнародних талантів».
По всій Європі туризм, видавництво, фінанси, комп’ютери та суміжні галузі значною мірою залежать від англійської мови через англомовні торгові зв’язки. Управління повітряним рухом і судноплавні перевезення майже всі здійснюються англійською мовою.
У регіонах Європи, де англійська мова не є рідною мовою, є багато прикладів обов’язкової першості англійської мови: наприклад, у багатьох європейських компаніях, таких як Airbus, Philips, Renault, Volvo та ін. визначили англійську мову як мову спілкування для свого вищого керівництва. Багато університетів пропонують навчання англійською мовою. Водночас у країнах Північної Європи виникають суперечки з приводу витіснення англійською національних мов у сфері вищої освіти.
Англійська мова також є обов’язковим предметом у більшості європейських країн Таким чином, очікується зростання відсотка тих, хто володіє англійською мовою..
Євроанглійська або європейська англійська, менш відома як EU English та EU Speak, — це піджин англійської мови, заснований на технічному жаргоні Європейського Союзу та рідних мовах його неангломовного населення.

## Англійська якlingua franca
Англійська мова є найпоширенішою іноземною мовою в 19 із 25 країн Європейського Союзу (крім Сполученого Королівства та Ірландії). У ЄС-25 знання англійської як іноземної явно лідирує у 38%, за ними йдуть німецька та французька (по 14%), російською та іспанською (по 6%) та італійською (3%). «Дуже добре» знання англійської мови особливо високі на Мальті (52%), Данії (44%), Кіпрі (42%) та Швеції (40%). Знання щодо роботи дуже відрізняються між європейськими країнами. Нею розмовляють найпоширеніше на Мальті, Кіпрі та Данії, але не в Росії, Іспанії (12%), Угорщині (14%), Італії (5%) та Словаччині (14%). У середньому у 2012 році 38% громадян Європейського Союзу (крім Сполученого Королівства та Ірландії) заявили, що вони достатньо володіють англійською мовою, щоб розмовляти цією мовою.
Англійська стала першою другою мовою Європи через відсутність колоніальної історії чи діаспори, а скоріше як узгоджені зусилля, спрямовані на підвищення вільного володіння англійською європейцями після Другої світової війни. Англійська мова стала найкориснішою мовою для з’єднання різних мовних груп у Європі. Вплив Brexit на мовну політику ЄС ще залишається відкритим, але цілком можливо, що ЄС, зберігши англійську мову як ключову робочу мову без домінуючої присутності британської англійської мови, заявить право власності на свій власний різновид англійської мови та розвиватиме його. для власних потреб.